# フェルナンド・トーレス
フェルナンド・ホセ・トーレス・サンス（西: Fernando José Torres Sanz、1984年3月20日 - ）は、スペイン・マドリード州フエンラブラダ出身の元プロサッカー選手、サッカー指導者。現役時代のポジションはフォワード。 元スペイン代表。
リヴァプールFCに所属していた2007-08シーズンにリーグ戦24得点をあげるなどプレミアリーグを代表する選手とみなされていた。スペイン代表としてはUEFA EURO 2004、2006 FIFAワールドカップ、UEFA EURO 2008、2010 FIFAワールドカップ、UEFA EURO 2012、2014 FIFAワールドカップの6つの主要大会に出場し、UEFA EURO 2008では決勝のドイツ戦で決勝ゴールをあげ、チームの優勝に貢献した。また、UEFA EURO 2012ではベンチスタートが多く約190分という長くはない出場時間ながら3得点1アシストを決め大会得点王に輝いた。

## クラブ経歴

### 幼少期
1984年3月20日、マドリード州のフエンラブラダに生まれた。幼少時代からサッカーに興味を持ち、5歳の時に最初のクラブチーム、パルケ84に入団した。父親は仕事があったため、母親が毎日の練習への送り迎えをした。祖父は熱烈なサッカーファンではなかったが、アトレティコ・マドリードのサポーターであることに誇りを持っており、トーレスはクラブへの愛を受け継いだ。
サッカーを始めた頃は兄と同じくゴールキーパーだったが、7歳の時に『キャプテン翼』に影響を受け、近くのサッカークラブ、マリオズ・オランドでストライカーとしてインドア・リーグの試合に出場した。3年後、10歳の時にラージョ13の11歳以下チームに移ると、1シーズンで55ゴールを記録し、ラージョ13の3人の選手のうちの1人としてアトレティコとのトライアル参加した。彼はスカウトに良い印象を与え、11歳だった1995年にアトレティコの下部組織に加入した。

### アトレティコ・マドリード

#### 下位カテゴリー

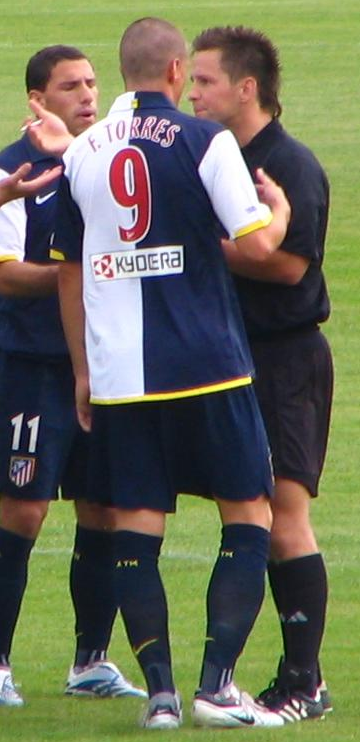
アトレティコ時代

アレビン（11〜12歳のカテゴリー）チームに加入したトーレスは順調に下部組織のカテゴリーを昇格していき、1998年にはイタリア国内外のU-15世代のクラブが争うナイキ・カップに参加し、バルセロナ、ミラン、ユヴェントスなどを破って重要なユース年代のタイトルを初めて獲得した。大会最優秀選手賞の副賞としてナイキからシューズの無償提供を受け、これ以来一貫してナイキのスパイクを使用している。彼は後にこの年代の欧州最優秀選手に選出された。
1999年、彼が15歳の時、アトレティコと最初のプロ契約を交わした。契約後の最初のシーズンはユースチームでプレーし、16歳の時にトップチームに昇格した。

#### トップチーム昇格
2000-01シーズンの出だしは悪く、脛骨の怪我に苦しんで2000年12月まで欠場した。その後もトップチームの練習に参加し、2001年5月27日のレガネス戦（ホーム）で26分間出場し、17歳でデビューを果たした。デビューから1週間後のアルバセテ・バロンピエ戦も途中出場だったが、イバン・アマジャのクロスからヘディングでトップチーム初得点を記録した。シーズン途中にカルロス・ガルシア・カンタレホ監督が就任してから順位表を駆け上がったが、2000-01シーズンはプリメーラ・ディビシオン（1部）昇格を逃した。
2001-02シーズンはセグンダ・ディビシオンで36試合に出場して6得点のみと、自身の調子は良くなかったがチームはプリメーラ・ディビシオン昇格を果たした。

#### プリメーラ・ディビシオン挑戦
プリメーラ初挑戦となった2002-03シーズンは調子が良く、バルセロナ戦でロベルト・ボナーノから奪った得点などで一躍話題に上る選手となり、29試合に出場して13得点を決めてチームは11位に入った 。プリメーラで2年目の2003-04シーズンは19歳で史上最年少でキャプテンに就任すると、より一層の成長を見せ、35試合に出場して19得点を挙げて得点ランキング3位に入った。このシーズンはUEFAカップ予選出場権獲得を逃したが、リーグ戦で7位に食い込んでインタートトカップ出場資格を得た。
欧州カップ戦初挑戦となった2004-05シーズンのUEFAインタートトカップ4回戦のベオグラード戦では1stレグ・2ndレグともに1得点ずつを挙げた。チームは決勝戦に進出したが、同じスペインのビジャレアルとの決勝では2試合合計2-2となって迎えたPK戦（1-3）の末に敗れた。リーグ戦では数少ないチャンスをものにし、リーグ6位の16得点を挙げた。
プレミアリーグチャンピオンのチェルシーは2005年にトーレスとの契約に興味を持っていると思われていたが、アトレティコのエンリケ・セレソ会長はチェルシーがトーレスと契約する可能性を「ノー・チャンス」と言い放った。セレソ会長は後の2006年1月に「我々はトーレスに来たオファーを検討する用意があった」と述べたが、トーレスは「ニューカッスル・ユナイテッドが3月に僕の獲得を企てていた」と主張した。2005-06シーズンは好不調の波が激しかったが、リーグ6位の13得点を挙げた。2006 ワールドカップの後、彼は大会前にチェルシーからのオファーを断ったことを明らかにした。
2006-07シーズンはPKを外すことが多かったが、リーグ戦で15得点を決め、プリメーラ・ディビシオン昇格後の5シーズン全てで2桁得点を記録した。
イギリスのメディアは彼がリヴァプールのメインターゲットとなっていると報道したが、セレソ会長は「リヴァプールを含むどのクラブや選手からもオファーは受け取っていない」と述べた。しかし、その数日後、アトレティコがトーレスをリヴァプールに移籍させる契約に同意したという新たな報道が伝えられた。その契約によると、移籍金の額は2500万ポンドと噂されており、その金額とは関係なしにルイス・ガルシアがアトレティコに移籍するというものだった。6月30日、アトレティコはビジャレアルからディエゴ・フォルランを獲得し、それはトーレスの放出を公にする前に実質的な代替要員を獲得したことを暗に示していた。7月2日、トーレスはリヴァプールとの契約を成立させるためにバカンスを途中で切り上げてマドリードに戻った。その翌日、トーレスはリヴァプールのメルウッド練習場で行われたメディカルチェックをパスした。リヴァプールとの6年契約を交わす前にアトレティコのファンに別れの挨拶をすることを希望し、7月4日にマドリードで記者会見を開いた。移籍金額はリヴァプール史上最高額だった。
最大のライバルであるレアル・マドリードとのマドリードダービーでは得点できない期間が続いたが、移籍前最後のダービーとなった2006-07シーズンのホーム戦でマドリードダービー初得点を決めた。2002-03シーズンから2006-07シーズンまでのマドリードダービーの戦績は0勝4分6敗（ホームでは0勝1分4敗）であり、ついに勝ち星を挙げることができなかった。
レアル・マドリードとの対戦を不得手としている一方でバルセロナ戦での得点率が高く、バルセロナがリーグ連覇した2004-05シーズンと2005-06シーズンはホーム&アウェーの4戦全てで得点するなど、2007年4月までの計9戦で7得点を決めた。最後の対戦となった2007年5月のホーム戦では0-6で大敗し、その敗戦が移籍を決断するターニングポイントだったことを自著で認めている。

### リヴァプール

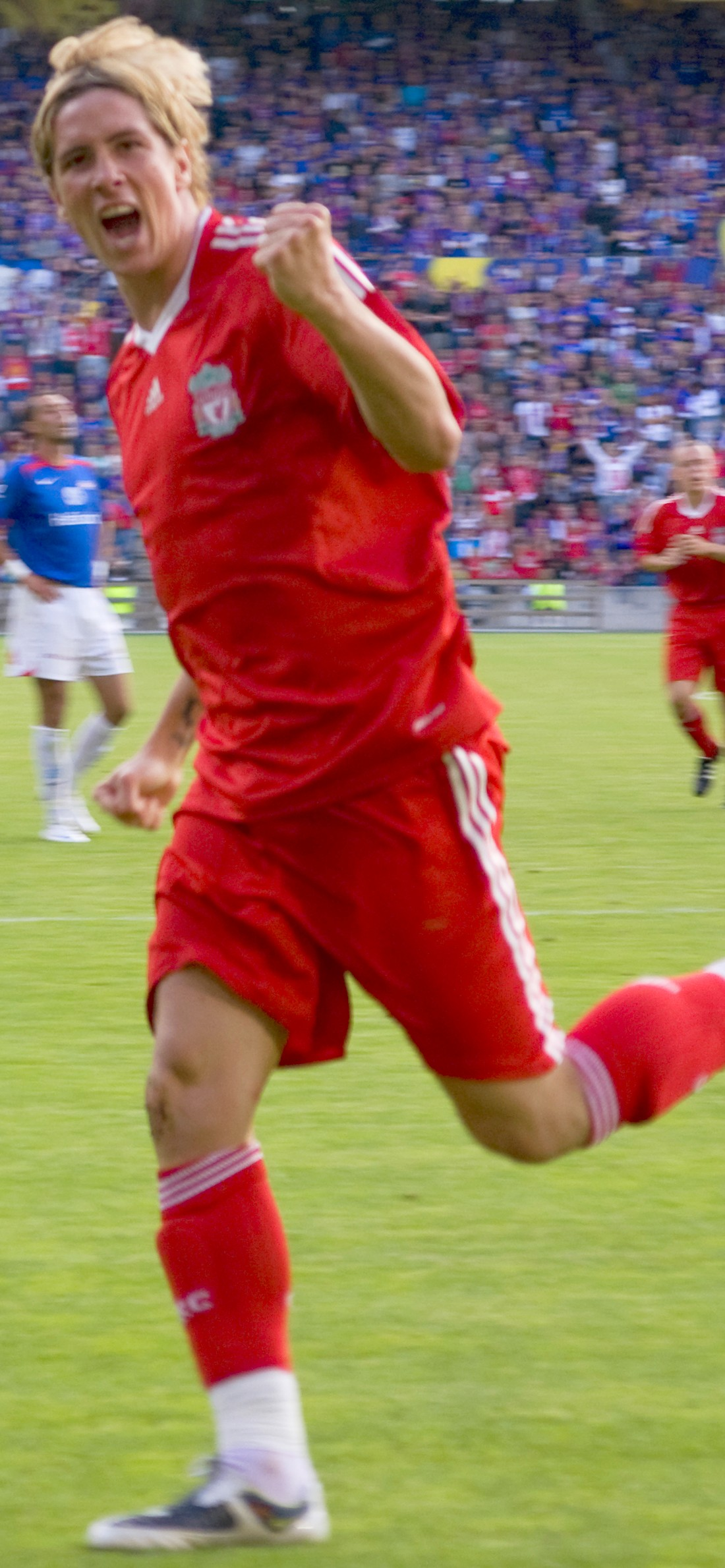
リヴァプールでプレーするトーレス

#### 2007-08シーズン
移籍以前からアトレティコ同様にリヴァプールを応援しており、「（アトレティコと）同じにおいがする」と愛着を示している。移籍当初は英語が不得手だったが、同じスペイン人のペペ・レイナやシャビ・アロンソによるサポートを公私に渡って受け、お気に入りのビートルズのCDを聴いて勉強するなどして英語力を上達させた。なお、リヴァプール時代に住んでいたトーレスの家はレイナの家族が住んでいる家から50ｍしか離れていなかった。
2007年8月11日、アストン・ヴィラ戦（アウェー）でデビューし、2-1で勝利を飾った。その4日後にはチャンピオンズリーグデビューを飾り、予選3回戦のトゥールーズ戦に79分から途中出場して1-0で勝利した。8月19日のチェルシー戦でアンフィールドでの試合に初めて出場し、この試合の16分に決めた先制点が移籍後初得点となった。キャリア初のハットトリックは9月のカーリング・カップのレディング戦で生まれ、後半だけで3得点して4-1で勝利した。UEFAチャンピオンズリーグでの初得点はグループリーグ初戦のポルト戦であり、その試合では2得点を決めて4-1で勝利した。
2008年2月23日のミドルズブラ戦（ホーム）で達成したハットトリックも含め、2008年2月にはリーグ戦2試合で4得点を決め、プレミアリーグの月間最優秀選手に選ばれた。ミドルスブラ戦の2週間後の3月5日には、ウェストハム戦（ホーム）でまたもやハットトリックを決め、リヴァプールの選手としては1946年11月にジャック・バルマーが達成して以来となるホームでの2戦連続ハットトリックを成し遂げた。3月後半のレディング戦（ホーム）において47分にヘディングで得点し、リヴァプールの選手としては1995-96シーズンにロビー・ファウラーが達成して以来となるリーグ戦20得点を達成した。4月にはチャンピオンズリーグ準々決勝・アーセナル戦の2ndレグで得点し、準決勝進出を決めた。この得点は2007-08シーズンの全ての大会を通じて29得点目となり、コップのアイドルだったマイケル・オーウェンが在籍期間中に記録した1シーズンでの最高得点数を凌いだ。
2008年4月11日にはPFA年間最優秀選手賞の候補6人に選ばれたが、結局マンチェスター・ユナイテッドのクリスティアーノ・ロナウドが受賞した。また、
PFA年間最優秀若手選手賞にもノミネートされたが、この賞はアーセナルのセスク・ファブレガスが受賞した。上記二つの受賞は逃したが、PFA年間ベストイレブンに選ばれた。5月に発表されたFWA年間最優秀選手賞ではC・ロナウドに次ぐ次点だった。
2008年5月4日、ホーム最終戦のマンチェスター・シティ戦で57分に決勝点を挙げ、1960年代に活躍したFWロジャー・ハントが保持していたアンフィールドでの連続得点記録（8試合）に並んだ。最終節のトッテナム戦でリーグ戦24点目となる得点を決め、イングランド挑戦1年目の外国人の最多得点記録を樹立した 。それ以前の記録はファン・ニステルローイがマンチェスター・ユナイテッド移籍1年目に記録した23点だった。プレミアリーグの得点王争いでは31得点のC・ロナウドには及ばなかったが、エマニュエル・アデバヨール並んで2位に入った。この時期にはチェルシーが彼と契約するために移籍金5000万ポンドを支払うのではないかという憶測が報道されたが、トーレス自身は当分の間はリヴァプールを離れないだろうと答えた。クラブの共同オーナーの一人であるトム・ヒックスも移籍話を否定し、どんな金額を積まれても移籍を許すつもりがないと答えた。

#### 2008-09シーズン
2008-09シーズン開幕戦のサンダーランド戦では試合唯一となる得点を挙げ、期待の持てるスタートを切ったが、結果的にこのシーズンは幾度もの負傷に苦しめられたシーズンであった。3節のアストン・ヴィラFC戦でハムストリングを負傷して2〜3週間の離脱となった。UEFAチャンピオンズリーグのマルセイユ戦で復帰して2-1で勝利すると、9月27日のエヴァートンとのマージーサイド・ダービーでは2得点を決めて2-0で勝利した。ダービーの翌週末にはシティ・オブ・マンチェスター・スタジアムで行われたマンチェスター・シティ戦で1-2の劣勢から2得点を決めて3-2での逆転勝利を収めた。彼がこの試合で決めた1点目は、リヴァプールがプレミアリーグで決めた1000点目の得点となった。リーグ戦では好調を維持していたが、スペイン代表として出場した2010W杯・欧州予選のベルギー戦でハムストリングの怪我を再発させ、クラブの試合を3試合欠場した。10月22日、クラブはチャンピオンズリーグの試合でトーレスの古巣アトレティコ・マドリードとアウェーで対戦したが、彼は負傷の影響で試合を欠場した。アトレティコのセレソ会長はトーレスをVIP席に招待する予定だったが、イングランドでのリハビリを優先させるためにトーレスはセレソ会長の申し出を辞退し、試合は自宅でテレビ観戦した。10月27日、2007-08シーズンのFIFProベストイレブンに選ばれた。
復帰戦はウェスト・ブロムウィッチ・アルビオン戦で、72分から途中出場した試合を3-0の勝利で飾った。インタビューで古巣アトレティコへの復帰に興味を持っていると言い、「僕がアトレティコで現役引退するかどうかはわからない。でもアトレティコで何かをやってから引退したいと思っている」と語った。11月のチャンピオンズリーグ、マルセイユ戦では1-0で勝利したものの試合後にまたもやハムストリングを痛め、プレー不可を余儀なくさせられた。当初は2〜3週間の離脱と見られていたが、専門医の診断により離脱期間は4週間に延びた。12月にはFIFA最優秀選手賞の候補に選ばれ、C・ロナウドとリオネル・メッシに次ぐ3位の位置を得た。負傷からの復帰戦は彼にとって初めてのFAカップ出場となった2009年1月3日のプレストン・ノースエンド戦であり、途中出場して2-1で勝利した。2月1日のチェルシー戦では試合終盤に2得点を決めて2-0での勝利を飾った。加入してから1年半しか経っていないにも関わらず、タイムズ紙による「リヴァプールの歴代最優秀選手50人」に選ばれ、これだけの短期間で彼が見せつけた衝撃を増強させている。
チャンピオンズリーグ・決勝トーナメント1回戦ではアトレティコ時代にライバル関係にあったレアル・マドリードと対戦することになったが、足首を怪我していたため、プレー可能な状態にするために試合前に鎮痛剤を注射して試合に臨んだ。1stレグで先制点を決め、4-0で大勝して2ndレグを待たずに勝ち上がりをほぼ確定させた。その4日後にはオールド・トラッフォードでのマンチェスター・ユナイテッド戦のメンバーに名を連ね、1-1に追い付く得点を決めて4-1で勝利した。2009年4月、2008-09シーズンの活躍からPFAベストイレブンに選ばれた。5月24日、リーグ戦最終節のトッテナム戦でゴールを決め、移籍後の公式戦84試合目にして50得点を達成した。クリスマスのリーグ戦折り返し時点でクラブは首位に立っており、最終的に勝ち点86と過去最高の勝ち点を獲得したが、2位に終わった。トーレス自身はリーグ戦は24試合の出場にとどまったにも関わらず、リーグ得点ランキング4位・チーム内得点ランキング2位の14得点を記録し、エースとしての仕事は全うした。

#### 2009-10シーズン
2009年5月、クラブとの新契約にサインした。この契約によると、彼の給料は週給11万ポンドまで引き上げられ、契約が満了する2013年に同条件で1年間契約延長できるオプションが付けられた。2009年には1400万ポンドもの収入があったと報道されている。2009年9月19日、ウェストハム戦で2得点を決めた。その1週間後にはアンフィールドでのハル・シティ戦でハットトリックを達成し、6-1で大勝した。9月には計5得点を決めて得点ランキングの首位に立ち、リーグ月間最優秀選手に選ばれた。10月25日、先制点を決めて2-0で勝利したマンチェスター・ユナイテッド戦後、ベニテス監督は「我々は最後の通行許可証を待っていた」との比喩表現を使ってトーレスのプレーを称賛した。12月にはFIFProベストイレブンに選ばれた。12月29日のアストン・ヴィラ戦でロスタイムに決めた得点はクラブ最速でのリーグ戦50得点目となった。それまでの記録はロジャー・ハントが達成した78試合だった。
2010年4月4日のバーミンガム・シティ戦では65分に途中交代を命じられた。この理由を聞かれたベニテス監督は「トーレスがひどく疲れていたから」だと弁明した。膝の手術を受けるために4月後半以降は試合に出場しないと報道された2009-10シーズンのリーグ戦は22試合の出場ながら18得点を挙げ、得点ランク6位に入った。シーズン全ての大会を通じて32試合出場22得点の成績を残し、2度目のチーム得点王に輝いた。

#### 2010-11シーズン
ワールドカップ決勝での負傷の影響もあり開幕戦はベンチスタートとなった。第3節WBA戦でディルク・カイトのクロスにボレーで合わせてシーズン初得点を挙げた。11節チェルシー戦では2得点を挙げるなど徐々にコンディションをあげつつあったが、オーナーへの不信感から冬の移籍市場でチェルシーへの移籍を決断する。

### チェルシー

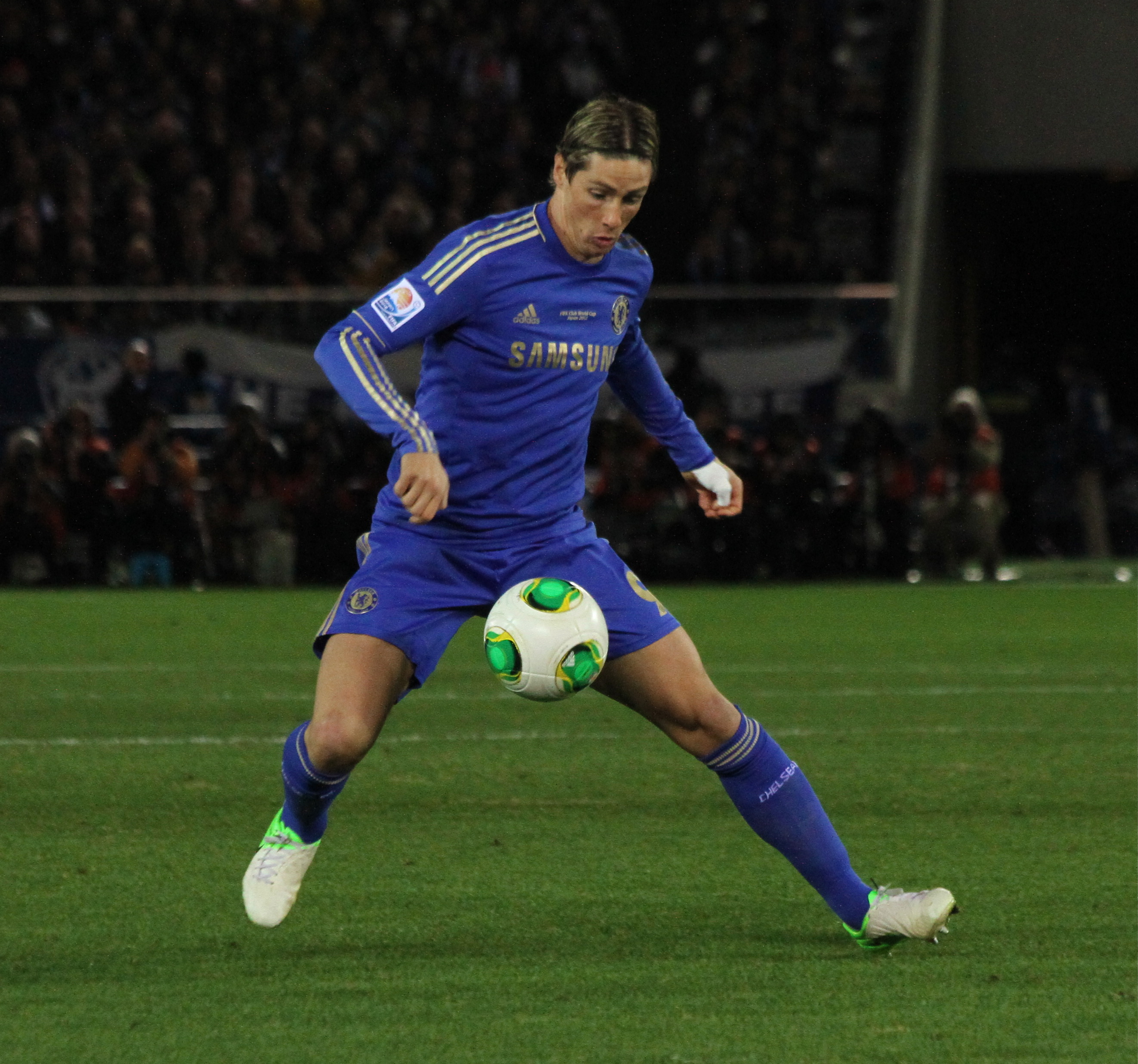
チェルシーでプレーするトーレス

2011年1月27日、トーレスはチェルシーから4000万ポンドの入札を受けたが、リバプールに却下された。 翌日、トーレスはリバプールに正式な移籍要請書を提出したが、却下された。1月31日、チェルシーと5年半契約を結んだ。移籍金は5000万ポンドと報道されているが公表されていない。2011年2月6日、古巣リヴァプール戦でチェルシーデビューを果たした。 2011年4月23日、ウェストハム・ユナイテッド戦でチェルシー初ゴールを決め、3-0の勝利を収め、903分間の無得点に終止符を打った。これはクリス・サットンの記録を抜いて、クラブワースト記録となった。また、このゴールは2010-11シーズンのチェルシーでの唯一のゴールとなった。

#### 2011-12シーズン
2011年9月18日のマンチェスター・ユナイテッドとのアウェー戦では、チェルシーでの2点目、そしてシーズン初ゴールを決めた。 しかし、その10分後には、マーク・ガワーの両足へのファールにより、イングランドで初のレッドカードを受け、国内での3試合の出場停止処分を受けることになった。 2011年10月19日、チャンピオンズリーグでヘンクに5-0で勝利して2ゴールを決め、2008-09シーズンのチャンピオンズリーグ準々決勝でチェルシーと対戦したリヴァプール以来のヨーロッパでの活躍となった。 2012年3月18日、FAカップ準々決勝のレスター・シティ戦で2ゴールと2アシストを決め、24試合に及んだゴール不足に終止符を打った。 
2012年4月24日、ディディエ・ドログバの代役として出場し、チャンピオンズリーグ準決勝のバルセロナ戦で土壇場でゴールを決め、チェルシーを2-2で引き分け、バルセロナを敗退させた。 2012年4月29日、スタンフォード・ブリッジで行われたクイーンズパーク・レンジャーズ戦に6-1で勝利し、チェルシーで初のハットトリックを決めた。 2012年5月19日、チャンピオンズリーグ決勝戦の後半、バイエルン・ミュンヘンの先制ゴールの直後に出場し、延長戦の末に1-1で引き分けた後、チェルシーがPK戦を4-3で制した。 チェルシーでの最初のフルシーズンは、49試合に出場して11ゴールを記録した。

#### 2012-13シーズン
2012-13シーズンの開幕戦はFAコミュニティ・シールドでマンチェスター・シティと対戦し、先制ゴールを決めるも、チェルシーは3-2で敗れた。 次の試合、2012年8月22日に行われたレディングとのホーム戦で今季初ゴールを決め、3点目のゴールも決めてチェルシーを先導した。 また、ニューカッスル・ユナイテッド、アーセナル、ノリッジ・シティとの試合でもゴールを決め、チェルシーはシーズン序盤で首位に立った。
2012年11月21日、チームの監督がロベルト・ディ・マッテオから、リヴァプールでトーレスと師弟関係であったラファエル・ベニテスに交代した。 ベニテスの就任理由の一つは、トーレスのベストフォームへの復帰を支援することだったと報じられた。
2012年12月5日、チェルシーがチャンピオンズリーグでノアシェランでゴールを決めて、11時間以上にも及ぶゴール不足に終止符を打った。その3日後のリーグ戦でも2ゴールを決めて、プレミアリーグ8試合の無得点に終止符を打った。日本で開催されたFIFAクラブワールドカップ2012にヨーロッパ王者として出場し、準決勝のCFモンテレイ戦で試合を決定づける追加点を決めたが、決勝のSCコリンチャンス戦では何度も決定的なチャンスを作ったものの相手GKカッシオにことごとくセーブされる。後半アディショナルタイムにオスカルのクロスに頭で合わせ試合終了間際での同点ゴールと思われたがオフサイドになってしまい、チームも0-1で敗れてしまい優勝を逃した。2013年5月15日に行われたヨーロッパリーグ決勝で先制ゴールを決め、優勝に貢献した。シーズン最終戦では、2013年のリーグ戦初ゴールを決め勝利に貢献した。シーズンで64試合に出場し、22ゴールを記録した。

#### 2013-14シーズン
2013年UEFAスーパーカップのバイエルン・ミュンヘン戦ではシーズン初ゴールを決めた。2013年10月22日、チャンピオンズリーグでシャルケ04と対戦し、チェルシーでの100試合目の先発出場を果たし、2ゴールを決めた。

### ACミラン

#### 2014-15シーズン
2014年8月29日、リヴァプールに移籍したマリオ・バロテッリの後釜として、ミランへ2年間のレンタル移籍が合意に至ったと発表された。
9月20日、セリエA第3節ユヴェントス戦で76分にアンドレア・ポーリとの交代で途中出場し移籍後初出場となった。同月23日に行われた第4節エンポリ戦では、前半43分にイニャツィオ・アバーテが上げたクロスに頭で合わせ移籍後初ゴールを決めた。

### アトレティコ・マドリード復帰

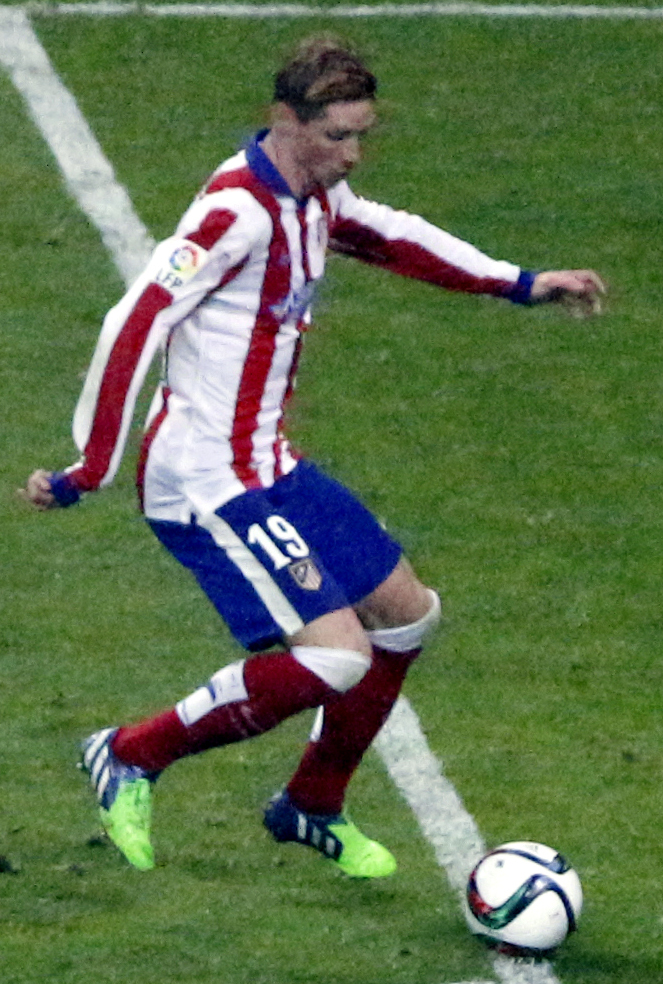
アトレティコでプレーするトーレス

2014年12月27日、2015年1月5日付でミランに完全移籍することが発表されたが、2日後の29日、古巣アトレティコ・マドリードへの移籍合意が発表された。契約は2015年1月5日から1年半のレンタル。2015年1月4日にビセンテ・カルデロンで行われた入団セレモニーには4万5000人ものファンが集まった。
1月7日、コパ・デル・レイ5回戦のレアル・マドリード戦で移籍後初出場。1月15日の2ndレグでは2得点を決めて復帰後初得点を記録。準決勝のバルセロナ戦でも得点を決めるも、チームは敗れた。3月17日、トーレスは、アトレティコのチャンピオンズリーグ、ラウンド16の2ndレグでバイエル・レバークーゼンPK戦の5人目のキッカーを任され、ゴールを決めた。アトレティコはベスト8に進出。3月21日には、ヘタフェ戦で復帰後リーグ戦初ゴールを決めた。

#### 2015-16シーズン
2015-16シーズンより、9番を着用していたマリオ・マンジュキッチのユヴェントス移籍に伴い、背番号を19番から慣れ親しんだ9番に変更することを発表した。前半戦はリーグ戦2得点に留まるなど苦しんだが、24節のエイバル戦で4ヶ月ぶりの得点を挙げ、これがアトレティコマドリーでの通算100ゴール目となった。2016年4月5日、カンプノウでのチャンピオンズリーグ準々決勝バルセロナ戦で先制ゴールを決めたが、その10分後に2-1の敗戦で退場処分を受けた。最終的にリヴァプール時代の2009-10シーズン以来となるリーグ戦二桁得点を記録した。また、ミランとの契約を満了した。

#### 2016-17シーズン
2016年7月5日、アトレティコと1年の契約を結んだ。 2017年2月にはレガネス戦で得点を決め、スペインでのリーグ戦100ゴール目を記録した。2017年3月2日のリーグ第25節、デポルティーボ戦の終盤、浮き玉を処理しようとした際に相手選手と激しく交錯、落下の際にピッチに顔面を強打し、意識を失ってしまった。幸いにも、迅速な対応によってすぐさま救急搬送されたため大事には至らず、本人も翌朝にSNSを更新して無事を報告することができた。2017年7月4日、アトレティコと新たに1年の契約を結んだ。

#### 2017-18シーズン
2018年2月21日、ディエゴ・シメオネの会見の中で、「トーレスがもう一年ここにいるように働きかけるか？ノーだ」という発言が大きく取り上げられ、ファンの間で論争が起こった。後にシメオネは、「人を欺くような質問だった。錯誤がある」としたが、トーレスが戦力になっていないと示唆する発言をした。
2018年4月9日、2017-18シーズンでの退団がクラブより発表された。
ヨーロッパリーグでは大会を通じて2得点を挙げた。決勝では90分から出場し、念願のアトレティコでのタイトル獲得に貢献した。
5月19日に行われた、最終節のエイバル戦ではキャプテンマークを付けフル出場。2得点を決め、駆けつけた6万5000人のファンに別れを告げた。

### サガン鳥栖
2018年5月30日、Jリーグ・サガン鳥栖への加入が決定したとのニュースが、Jリーグ公式サイトのミスで公開されたものの、すぐに削除された。7月1日、最終合意寸前で金銭面での隔たりなどが生じ、破談になったと報じられたが、7月10日に会見を行い、鳥栖への移籍を正式に表明。会見では鳥栖への移籍を決めた理由として「スポーツ面のプロジェクトなどに説き伏せられた」と説明した。その後鳥栖公式サイトからも移籍が発表された。背番号は9番。同背番号はそれまで趙東建が着用していたが、これを譲り受ける形になった(趙は19番に変更)。8月22日、天皇杯4回戦・ヴィッセル神戸戦後半19分に交代出場し、同39分に公式戦7試合目で来日初得点する。8月26日のJリーグ第24節ガンバ大阪戦では2つのアシストを記録すると、後半41分にダイビングヘッドでJリーグ初得点を決めた。シーズン途中の加入にも関わらず終盤はキャプテンマークを巻くなどチームの中心としてプレーし、J1残留に勝利が必要な中、最終節を前にした第33節の横浜F・マリノス戦では1-1から決勝ゴールを決めるなど、鳥栖のJ1残留に貢献した。
2019年6月21日、自身の公式Twitterにて2019年シーズン限りの現役引退を発表。6月23日に引退会見を開き、8月23日に行われるヴィッセル神戸戦を最後に引退する事を明かした。また、神戸戦を最後の試合にした理由を「古くからの友人であるイニエスタとの直接対決を、それを日本でできるということで決めた。引退理由を「自分の中でサッカーのレベルというものがあって、引退を決めた理由は自分のベストのレベルに到達できていないという疑問点。自分がベストのコンディションでやり続ける、そこに到達できなくなるのであればサッカー人生を終えたいと思い決断した。神戸には友人でＷ杯を共に戦ったダビド・ビジャもいる。最後の試合で自分ができることを尽くしながらやりたいと思う。」と語った。引退後は、鳥栖のアドバイザーとしてクラブに残ることを表明している。
引退表明後、最初の試合となった6月30日に行われたJ1第17節の清水エスパルスで先発出場すると、ヘディングで7か月ぶりとなるシーズン初ゴールを決めると、更にその4分後にもヘディングでゴールを決めて4-2のチームの勝利に貢献した。
8月14日、天皇杯3回戦・柏レイソル戦で延長前半に相手からボールを奪い取り独走、GKとの1対1を制して得点を挙げた。この得点はクラブをラウンド16へ導いたゴールとなり、自身にとっては現役最後の得点となった。
2019年8月23日、ヴィッセル神戸戦で元スペイン代表のアンドレス・イニエスタ、ダビド・ビジャと対戦し、現役生活に別れを告げた。

## 代表経歴

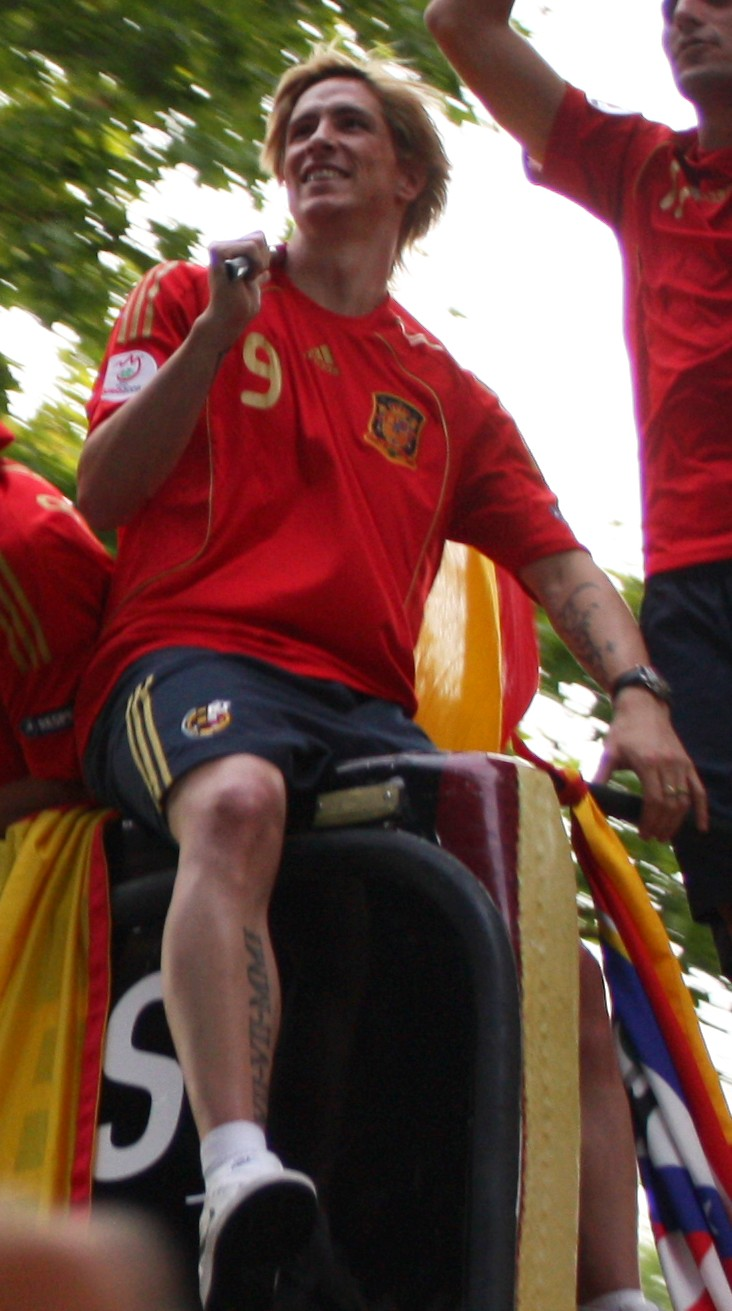
EURO 2008優勝パレード

### スペイン年代別代表
2001年2月、U-16スペイン代表の一員として出場したアルガルヴェ・トーナメント(Algarve Tournament)で優勝した。5月にはU-16欧州選手権に参加し、決勝では試合唯一の得点を挙げて優勝し、大会得点王と大会最優秀選手に輝いた。2001年9月、トリニダード・トバゴで開催されたU-17ワールドカップに出場したが、グループリーグ敗退に終わった。2002年7月、ノルウェーで開催されたU-19欧州選手権で優勝し、1年前と同じく決勝では試合唯一の得点者となった。また、大会得点王に輝いて大会最優秀選手に選ばれた。

### スペインA代表

#### 2003-2006
2003年9月6日のポルトガルとの親善試合でスペインA代表デビューし、2004年4月28日のイタリア戦でA代表初得点を決めた。2004年にはポルトガルで開催されたEURO2004に出場した。グループリーグの最初の2試合に途中出場した後、運命を決める3試合目のポルトガル戦に先発出場したが、スペインは1-0で敗れてグループリーグ敗退に終わり、トーレスは得点を挙げることができずに大会を後にした。
2006 ワールドカップ欧州予選では、ベルギー戦での極めて重要な2得点や代表戦で初ハットトリックを達成したサンマリノ戦の3得点も含めて11試合に出場して7得点を決め、チーム内得点王になった。本大会メンバーにも順当に選ばれ、4-0で大勝したグループリーグ初戦のウクライナ戦ではボレーシュートを決めた。グループリーグ2戦目のチュニジア戦では76分に2-1とリードする得点を決め、90分にPKで追加点を決めた。この3得点により、コンビを組むダビド・ビジャと並んでスペイン代表のトップスコアラーになった。

#### 2006-2008
2008年にスイスとオーストリアで共催されたEURO2008にはスペイン代表の中心選手として臨み、グループリーグ初戦のロシア戦ではビジャの先制点をお膳立てした。途中交代時にルイス・アラゴネス監督との握手を拒否した（ように見えた）ことが批判の対象になったが、交代を命じた監督の采配に不満があったことは否定し、ゴールを奪えない自分自身に対して腹を立てていただけと弁解した。2戦目のスウェーデン戦でこの大会での初得点を決めた。コンビを組むビジャの負傷により決勝のドイツ戦はトーレスの1トップとなったが、前半33分にシャビ・エルナンデスのスルーパスに反応し、先にコースに入ったフィリップ・ラームを持ち前のスピードで外側から抜き去りイェンス・レーマンの鼻先で体勢を崩しながらもループシュートを決め、結局この得点が決勝点となりスペイン代表の優勝を決めた。この試合のマン・オブ・ザ・マッチに選ばれ、試合後には「夢が叶った。これは自分にとって初めてのタイトルであり、これから獲得する多くのタイトルのうちの1つ目であることを願っているよ。欧州選手権での優勝はワールドカップ優勝に匹敵するほど重要なものだ。僕らは今までこの試合（決勝戦）をブラウン管越しに眺めていたが、今回はピッチの上で戦っていて、しかもその試合に勝った。僕の仕事はゴールを奪うことだ。より多くのタイトルを勝ち取りたいし、欧州や世界の舞台でより重要な選手になりたい」と語った。大会後にはパートナーを組むビジャとともに大会ベストイレブンに選ばれた。

#### 2008-2010

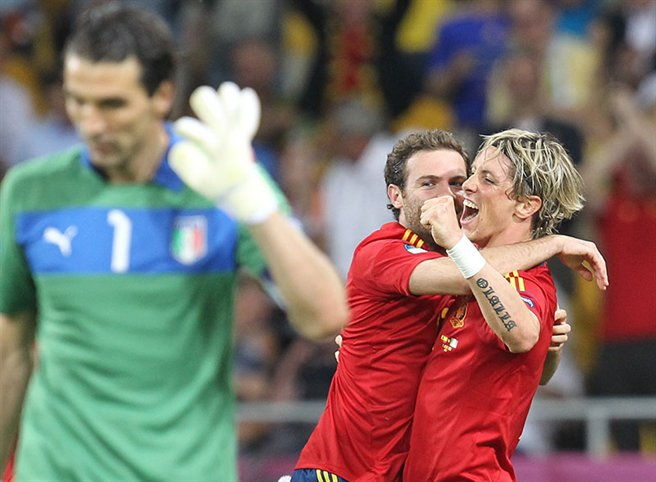
EURO 2012決勝でゴールを記録したトーレス（右）

2009年3月28日の2010 ワールドカップ欧州予選・トルコ戦で代表60キャップ目を記録し、スペイン代表史上もっとも若くして60試合に到達した選手になった。2009年6月に南アフリカで開催されたコンフェデレーションズカップ2009にも参加した。6月14日のニュージーランド戦では代表で2度目のハットトリックをわずか17分間で達成し、これはスペイン代表最速のハットトリック記録となった。準決勝のアメリカ戦には0-2で敗れ、3位決定戦の南アフリカ戦は延長戦の末に3-2で勝利した。2010 ワールドカップ欧州予選には10試合中7試合に出場したが、同じ試合数に出場したビジャが7得点を挙げたのとは対照的に無得点に終わった。

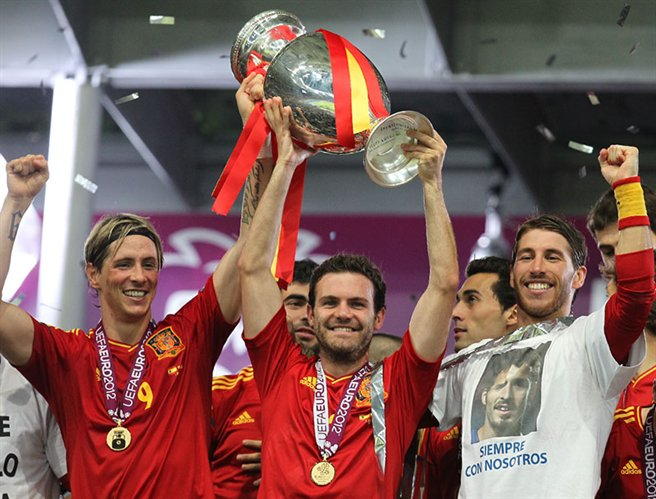
EURO 2012の優勝トロフィーを持つトーレス（左）

2010年4月に右膝を手術した影響で本大会出場選手発表までの回復が不安視されていたが、2010 ワールドカップのメンバーに選ばれ、ポーランドとのテストマッチで得点して順調な回復を印象付けた。0-1で敗れた初戦のスイス戦では61分に途中出場したが、次のホンジュラス戦とチリ戦には先発出場した。大会直前に負った足の負傷の影響もあってプレーに精彩を欠き、ホンジュラス戦ではフリーで放ったヘディングシュートを外すなど、グループリーグでのプレーは平均以下だと評されたにもかかわらず、ビセンテ・デル・ボスケ監督はトーレスを信頼した。決勝トーナメント1回戦のポルトガル戦では試合から消え、準々決勝のパラグアイ戦も得点に絡めなかったため、2戦連続で途中交代させられて、さらに準決勝のドイツ戦は先発メンバーから外された。この試合までの出場277分間でシュート13本を放ったが、枠内シュートはわずか2本だった。7月11日に行われた決勝のオランダ戦には105分から途中出場した。延長戦後半でアンドレス・イニエスタの決勝点に絡んだものの、ボールを追いかけている最中に大会前に痛めた古傷が再発してピッチ上に倒れ、試合終了間際に負傷退場した。5ゴールを決めて得点王争いトップタイだったチームメイトのダビド・ビジャとは対照的にグループリーグ初戦から決勝までの全7試合に出場しながら無得点という結果に終わった。

#### 2011-2014
2012年にポーランドとウクライナで共催されたEURO2012は、セスク・ファブレガスとポジションを争う形となったり、0トップの戦術が採用された影響もあり、出場時間が限られる形となったがグループリーグ2戦目のアイルランド戦で2ゴール。さらに決勝のイタリア戦で1ゴール1アシストを決め、大会の得点王に輝いた（なお、ドイツ代表のマリオ・ゴメスも同じ3ゴール1アシストをマークしており並んでいたが出場時間が大会通じて約一試合フル出場分少なかったトーレスが単独得点王扱いとなった）。
2012年9月7日に行われた国際親善試合のサウジアラビア戦で代表出場100試合を達成した。同時にこれが当時のスペイン代表選手の代表試合100試合出場達成最年少記録となった。
コンフェデレーションズカップ2013ではタヒチ戦で5ゴール1アシストを決めるなどの活躍もあり、大会得点王に輝く。（ブラジル代表のフレッジも同じ5ゴール1アシストで並んでいたが、大会通算での出場時間が短いトーレスがゴールデンシューズに選ばれた。奇しくも前年のUEFA EURO 2012の時と同じく、ゴール数、アシスト数ともに並んだ選手がいながら、出場時間の関係で単独得点王の栄冠に輝く結果となっている。）
2014年2014ワールドカップメンバーに選出。チームは連覇を目指すも、グループステージでオランダ、チリに完敗。最終戦のオーストラリアには勝利するも1勝2敗のグループB3位で決勝トーナメント進出を逃しグループステージ敗退。大会終了後、スペイン代表からの引退を表明。

## プレースタイル
優れた加速力、スピードと決定力、多彩なフィニッシュパターンを持ち、力強いポストプレーや空中戦の強さ、ディフェンダーとの駆け引きなどが評価されている。そのプレースタイルから「フェノーメノ」と呼ばれている。アトレティコ・マドリードやリヴァプールでは中盤から速い縦パスを受け、スピードを生かして相手守備陣の裏のスペースに走りこむスタイルが持ち味であるが、スペイン代表は中盤からショートパスをつないでゲームを組み立てていくスタイルであるため、前線にトーレスが走りこむスペースがないことが多く、代表では本来の力を発揮していないと批判されることも多い。トーレス自身はスピーディなプレミアリーグのプレースタイルが自分に合っていると語っている。
リヴァプールでチームメートだったスティーヴン・ジェラードはトーレスを「ボールを持っていない時の動きも素晴らしい。献身的に前線から守備をしてディフェンダーに余裕を与えず、少しでも相手が躊躇すれば、真っ先にその選手に飛び掛かっていく。それに、ディフェンダーの背後を突く能力にも長けている」と評している。

## 評価
バロンドール投票

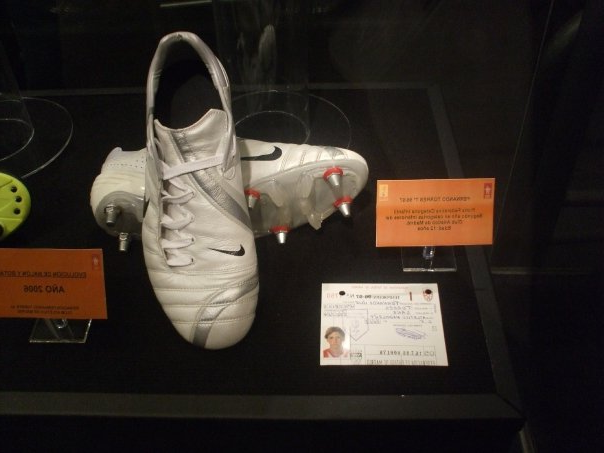
フェルナンド・トーレスのスパイク

世界各国のジャーナリストの投票によってヨーロッパ年間最優秀選手を決めるバロンドール投票においては、2006年に50人の候補に初めてノミネートされ、2006年と2007年はポイントを獲得できなかったが、2008年の投票ではリーグ戦やEURO2008などの活躍が評価されてスペイン人最高位の3位となる179ポイントを得た。
| 年   | 順位 | ポイント | 所属クラブ                            |
| ---- | ---- | -------- | ------------------------------------- |
| 2006 | 27位 | 0        | アトレティコ・マドリード              |
| 2007 | 35位 | 0        | アトレティコ・マドリード/リヴァプール |
| 2008 | 3位  | 179      | リヴァプール                          |
| 2009 | 11位 | 22       | リヴァプール                          |

FIFA最優秀選手投票
各国代表チームの監督とキャプテンの投票によって世界最優秀選手を決めるFIFA最優秀選手賞投票においては、2007年に全体の26位となる4ポイントを獲得した。この年にはトーレス以外にポイントを獲得したスペイン人選手はいなかった。2008年には6人のスペイン人選手がノミネートされ、トーレスは全体の3位となる203ポイントを獲得した。同賞で3位以内に入ったことのあるスペイン人はラウル・ゴンサレス（2001年、3位）だけである。2009年にはスペイン人3位となる113ポイントを獲得し、7位にランクインした。
| 年   | 順位 | ポイント | 所属クラブ                            |
| ---- | ---- | -------- | ------------------------------------- |
| 2007 | 26位 | 4        | アトレティコ・マドリード/リヴァプール |
| 2008 | 3位  | 203      | リヴァプール                          |
| 2009 | 7位  | 113      | リヴァプール                          |

## 人物
愛称であるニーニョ（El Niño）は、スペイン語で男の子の意。

### アトレティコへの愛
幼少期から生粋のアトレティコファンであり、度々アトレティコへの愛を語っている。
- 「学校では、ほぼすべてのクラスメートがレアル・マドリードのファンだった。僕は納得がいかず、いつも祖父の下へ駆け寄った。祖父は簡単な言葉を使い、アトレティコのことを語ってくれた[169]。彼の話は選手たちのことじゃなかった。マドリードの紋章である熊がエンブレムに入っていることなど、アトレティコが僕たちマドリード市民にとって、どのような存在かを真剣に教えてくれた[169]。心に染み入ったのは、この100年の歴史を持つ組織を支えてきたメンタリティーだ[169]。懸命な努力、献身の姿勢、レアル・マドリードという存在に押しつぶされない忍耐力、彼らとは違う形で巨大な存在となることを目指す野心……[169]。祖父から何度も言って聞かされたのは、努力を怠らず、決してあきらめることなく戦い続けることだった。誰かの助けなど必要とせず、強大な権力に立ち向かうチームこそがアトレティコ[169]。だから祖父、そして僕は、永遠にこのクラブの人間であり続けるんだ[169]」

### 人気

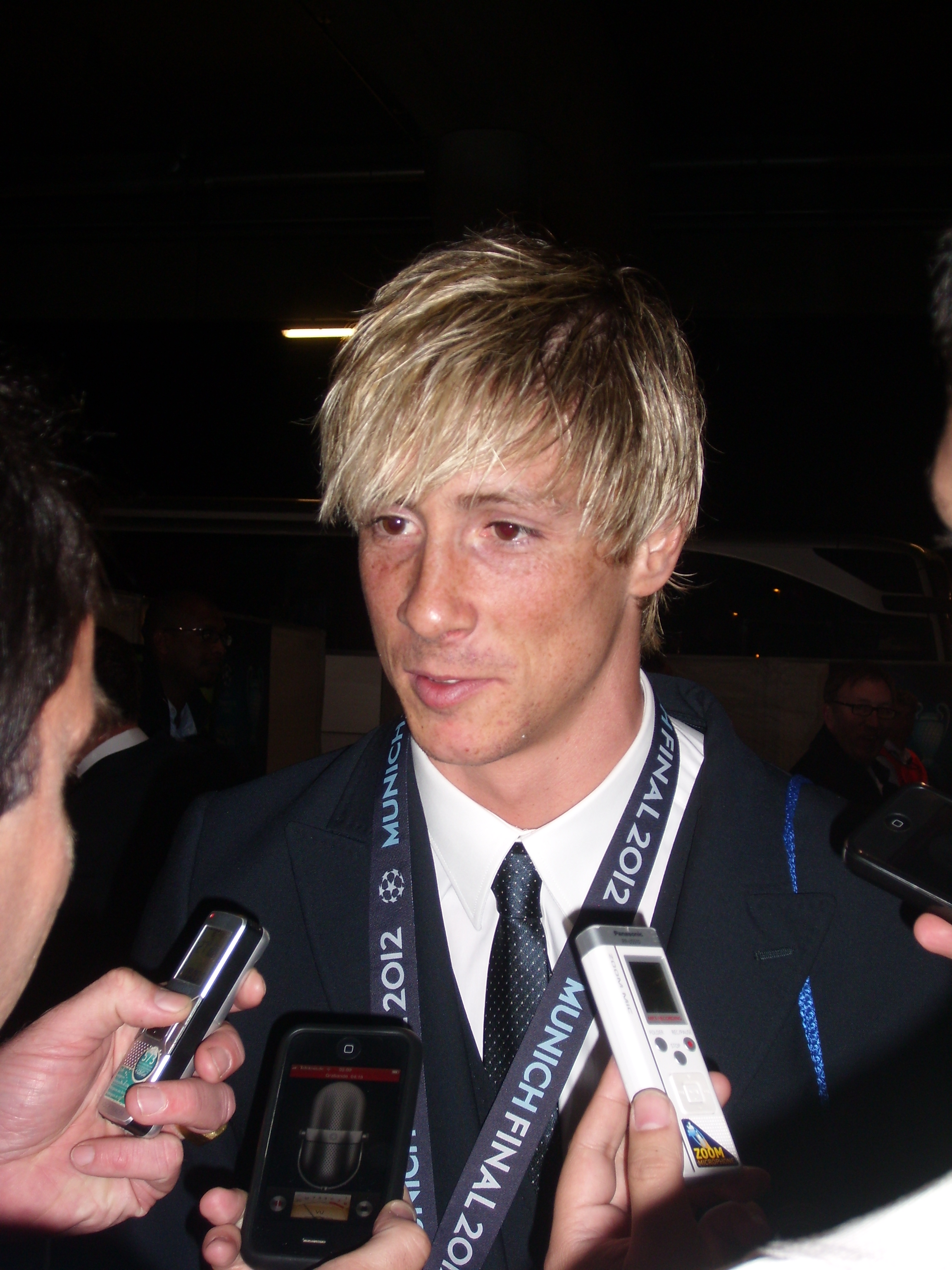
インタビューに対応するトーレス（2012年）

端整なルックスで男女問わずファンから高い人気を誇り、2008年12月にプレミアリーグの冠スポンサーであるバークレイズが行った「プレミアリーグで最も好きな選手は?」というアンケートで1位に選ばれた。

### 私生活
2009年2月、2001年から交際していた（交際期間は8ヶ月であるという考え方もある）女性との間に第1子が誕生する予定であることが明らかにされ、のちに胎児が女の子であると診断されたことが分かった。5月27日、マドリード郊外にあるエル・エスコリアルで小規模な結婚式を挙げた。彼女は8歳のころからの幼馴染であり、2001年7月7日のファーストキスを記念して左足にVII-VIIというタトゥーを入れている。2009年7月8日、ガリシア州都サンティアゴ・デ・コンポステーラのラ・ロサレーダ病院で娘が生まれた。2010年12月には長男が生まれた。

### その他
友人のダニ・マルティンがボーカルを務める、スペインのポップロックグループのエル・カント・デル・ロコのYa Nada Volverá A Ser Como Antesというビデオに出演したことがある。2005年にはTorrente 3: El protectorというコメディ映画にカメオ出演を果たした。2009年にはTorres: El Niño: My Story（邦題:『フェルナンド・トーレス - 神に選ばれしストライカー』）というタイトルの自伝を出版した。
家族や友人とボードゲームやテレビゲームをして遊ぶことが好きであり、またニルヴァーナやホアキン・サビーナのCDをコレクションしている。リオネル・メッシと共にウイニングイレブン2010のイメージキャラクターとしてCMに登場しており、コナミが企画したインタビューで日本のファンに対して流暢な英語で感謝を述べた。日本の漫画『キャプテン翼』の大ファンで、ことあるごとにサッカーをやっている子供達に読むよう勧めている。幼少時はキャプテン翼の登場人物の若林源三に憧れてゴールキーパーをやっていたが、顔に来るボールをよけずに何度も歯を折り、フォワードへ転向してからは大空翼一筋になった。なお、フォワードの日向小次郎はあまり好きになれなかったという。

## 現役引退後
サガン鳥栖を退団後は指導者のライセンスを取得するためスペインへ帰国。
2020年9月22日、古巣であるアトレティコはトーレスがカデーテA(U-16)のチームでコーチングスタッフとして加わることを発表した。コーチングライセンス取得に必要なインターンの一環とのこと。
2021年1月、リザーブチームのアトレティコ・マドリードBのアシスタントコーチに就任したが、2月に個人的な理由により退任した。同年7月25日、フベニールA(U-19相当)で本格的に監督として指揮を取ることが決まった。
2024年6月、アトレティコ・マドリードB監督であったルイス・テベネがトップチームコーチに就任することが決まる。それに伴い後任としてアトレティコ・マドリードB監督に就任。また、同年同月にスポーツベッティングサイトのアンバサダーにも就任した。

## 個人成績

### クラブでの成績
| クラブ                   | シーズン | リーグ     | 背番号 | リーグ戦 | リーグ戦 | カップ戦 | カップ戦 | リーグカップ戦 | リーグカップ戦 | 欧州カップ戦 | 欧州カップ戦 | その他 | その他 | 合計 | 合計 |
| クラブ                   | シーズン | リーグ     | 背番号 | 試合     | 得点     | 試合     | 得点     | 試合           | 得点           | 試合         | 得点         | 試合   | 得点   | 試合 | 得点 |
| ------------------------ | -------- | ---------- | ------ | -------- | -------- | -------- | -------- | -------------- | -------------- | ------------ | ------------ | ------ | ------ | ---- | ---- |
| アトレティコ・マドリード | 2000–01  | セグンダ   | 9      | 4        | 1        | 2        | 0        | —              | —              | —            | —            | —      | —      | 6    | 1    |
| アトレティコ・マドリード | 2001–02  | セグンダ   | 9      | 36       | 6        | 1        | 1        | —              | —              | —            | —            | —      | —      | 37   | 7    |
| アトレティコ・マドリード | 2002–03  | プリメーラ | 9      | 29       | 13       | 2        | 1        | —              | —              | 3            | 0            | —      | —      | 31   | 14   |
| アトレティコ・マドリード | 2003–04  | プリメーラ | 9      | 35       | 19       | 5        | 2        | —              | —              | 3            | 0            | —      | —      | 40   | 21   |
| アトレティコ・マドリード | 2004–05  | プリメーラ | 9      | 38       | 16       | 6        | 2        | —              | —              | 5            | 2            | —      | —      | 49   | 20   |
| アトレティコ・マドリード | 2005–06  | プリメーラ | 9      | 36       | 13       | 4        | 0        | —              | —              | —            | —            | —      | —      | 40   | 13   |
| アトレティコ・マドリード | 2006–07  | プリメーラ | 9      | 36       | 14       | 4        | 1        | —              | —              | —            | —            | —      | —      | 40   | 15   |
| アトレティコ・マドリード | 通算     | 通算       | 通算   | 214      | 82       | 24       | 7        | —              | —              | 11           | 2            | —      | —      | 249  | 91   |
| リヴァプール             | 2007–08  | プレミア   | 9      | 33       | 24       | 1        | 0        | 1              | 3              | 11           | 6            | —      | —      | 46   | 33   |
| リヴァプール             | 2008–09  | プレミア   | 9      | 24       | 14       | 3        | 1        | 2              | 0              | 9            | 2            | —      | —      | 38   | 17   |
| リヴァプール             | 2009–10  | プレミア   | 9      | 22       | 18       | 2        | 0        | 0              | 0              | 8            | 4            | —      | —      | 32   | 22   |
| リヴァプール             | 2010-11  | プレミア   | 9      | 23       | 9        | 0        | 0        | 0              | 0              | 2            | 0            | —      | —      | 24   | 9    |
| リヴァプール             | 通算     | 通算       | 通算   | 102      | 65       | 7        | 1        | 3              | 3              | 30           | 12           | —      | —      | 142  | 81   |
| チェルシー               | 2010-11  | プレミア   | 9      | 14       | 1        | 0        | 0        | 0              | 0              | 4            | 0            | -      | -      | 18   | 1    |
| チェルシー               | 2011-12  | プレミア   | 9      | 32       | 6        | 6        | 2        | 1              | 0              | 10           | 3            | -      | -      | 49   | 11   |
| チェルシー               | 2012-13  | プレミア   | 9      | 36       | 8        | 5        | 1        | 4              | 2              | 16           | 9            | 3      | 2      | 64   | 22   |
| チェルシー               | 2013-14  | プレミア   | 9      | 28       | 5        | 2        | 0        | 1              | 1              | 10           | 5            | -      | -      | 41   | 11   |
| チェルシー               | 通算     | 通算       | 通算   | 110      | 20       | 13       | 3        | 6              | 3              | 40           | 17           | 3      | 2      | 172  | 45   |
| ACミラン                 | 2014-15  | セリエA    | 9      | 10       | 1        | 0        | 0        | 0              | 0              | 0            | 0            | —      | —      | 10   | 1    |
| ACミラン                 | 通算     | 通算       | 通算   | 10       | 1        | 0        | 0        | 0              | 0              | 0            | 0            | —      | —      | 10   | 1    |
| アトレティコ・マドリード | 2014–15  | プリメーラ | 19     | 19       | 3        | 4        | 3        | —              | —              | 3            | 0            | —      | —      | 26   | 6    |
| アトレティコ・マドリード | 2015-16  | プリメーラ | 9      | 30       | 11       | 2        | 0        | —              | —              | 12           | 1            | —      | —      | 44   | 12   |
| アトレティコ・マドリード | 2016-17  | プリメーラ | 9      | 31       | 8        | 5        | 1        | —              | —              | 9            | 1            | —      | —      | 45   | 10   |
| アトレティコ・マドリード | 2017-18  | プリメーラ | 9      | 27       | 5        | 6        | 3        | —              | —              | 12           | 2            | —      | —      | 45   | 10   |
| アトレティコ・マドリード | 通算     | 通算       | 通算   | 107      | 27       | 17       | 7        | —              | —              | 36           | 4            | —      | —      | 160  | 38   |
| サガン鳥栖               | 2018     | J1         | 9      | 17       | 3        | 2        | 1        | —              | —              | —            | —            | —      | —      | 19   | 4    |
| サガン鳥栖               | 2019     | J1         | 9      | 18       | 2        | 3        | 1        | —              | —              | —            | —            | —      | —      | 21   | 3    |
| サガン鳥栖               | 通算     | 通算       | 通算   | 35       | 5        | 5        | 2        | —              | —              | —            | —            | —      | —      | 40   | 7    |
| 総通算                   | 総通算   | 総通算     | 総通算 | 551      | 196      | 67       | 20       | 9              | 6              | 105          | 37           | 3      | 2      | 723  | 254  |

- Jリーグ初出場 - 2018年7月22日 J1第17節 ベガルタ仙台戦（ベストアメニティスタジアム）
  - 初得点 - 2018年8月26日 J1第24節 ガンバ大阪戦（ベストアメニティスタジアム）

### 代表での出場
| チーム       | シーズン | 親善試合 | 親善試合 | 大会 | 大会 | 合計 | 合計 |
| チーム       | シーズン | 出場     | 得点     | 出場 | 得点 | 出場 | 得点 |
| ------------ | -------- | -------- | -------- | ---- | ---- | ---- | ---- |
| スペイン代表 | 2003–04  | 5        | 1        | 5    | 0    | 10   | 1    |
| スペイン代表 | 2004–05  | 4        | 1        | 6    | 1    | 10   | 2    |
| スペイン代表 | 2005–06  | 6        | 1        | 9    | 9    | 15   | 10   |
| スペイン代表 | 2006–07  | 2        | 0        | 6    | 1    | 8    | 1    |
| スペイン代表 | 2007–08  | 5        | 0        | 7    | 3    | 12   | 3    |
| スペイン代表 | 2008–09  | 2        | 2        | 10   | 3    | 12   | 5    |
| スペイン代表 | 2009–10  | 3        | 2        | 10   | 0    | 13   | 2    |
| スペイン代表 | 2010–11  | 4        | 1        | 2    | 2    | 6    | 3    |
| スペイン代表 | 2011–12  | 6        | 1        | 6    | 3    | 12   | 4    |
| スペイン代表 | 2012–13  | 4        | 0        | 4    | 5    | 8    | 5    |
| スペイン代表 | 2013–14  | 1        | 1        | 3    | 1    | 4    | 2    |
| 通算         | 通算     | 42       | 10       | 68   | 28   | 110  | 38   |

### 代表での得点
| #   | 日時           | 場所               | 対戦相手           | スコア | 最終結果 | 大会                                 |
| --- | -------------- | ------------------ | ------------------ | ------ | -------- | ------------------------------------ |
| 1.  | 2004年4月28日  | ジェノヴァ         | イタリア           | 0–1    | 1–1      | 親善試合                             |
| 2.  | 2005年2月10日  | アルメリア         | サンマリノ         | 2–0    | 5–0      | 2006 FIFAワールドカップ・欧州予選    |
| 3.  | 2005年3月26日  | サラマンカ         | 中国               | 1–0    | 3–0      | 親善試合                             |
| 4.  | 2005年10月8日  | ブルッヘ           | ベルギー           | 0–1    | 0–2      | 2006 FIFAワールドカップ・欧州予選    |
| 5.  | 2005年10月8日  | ブルッヘ           | ベルギー           | 0–2    | 0–2      | 2006 FIFAワールドカップ・欧州予選    |
| 6.  | 2005年10月12日 | ローマ             | サンマリノ         | 0–2    | 0–6      | 2006 FIFAワールドカップ・欧州予選    |
| 7.  | 2005年10月12日 | ローマ             | サンマリノ         | 0–5    | 0–6      | 2006 FIFAワールドカップ・欧州予選    |
| 8.  | 2005年10月12日 | ローマ             | サンマリノ         | 0–6    | 0–6      | 2006 FIFAワールドカップ・欧州予選    |
| 9.  | 2005年11月12日 | マドリード         | スロバキア         | 3–1    | 5–1      | 2006 FIFAワールドカップ・欧州予選    |
| 10. | 2006年6月7日   | ジュネーヴ         | クロアチア         | 2–1    | 2–1      | 親善試合                             |
| 11. | 2006年6月14日  | ライプツィヒ       | ウクライナ         | 4–0    | 4–0      | 2006 FIFAワールドカップ              |
| 12. | 2006年6月19日  | シュトゥットガルト | チュニジア         | 2–1    | 3–1      | 2006 FIFAワールドカップ              |
| 13. | 2006年6月19日  | シュトゥットガルト | チュニジア         | 3–1    | 3–1      | 2006 FIFAワールドカップ              |
| 14. | 2006年9月2日   | バダホス           | リヒテンシュタイン | 1–0    | 4–0      | UEFA EURO 2008予選                   |
| 15. | 2007年9月12日  | オビエド           | ラトビア           | 2–0    | 2–0      | UEFA EURO 2008予選                   |
| 16. | 2008年6月14日  | インスブルック     | スウェーデン       | 0–1    | 1–2      | UEFA EURO 2008                       |
| 17. | 2008年6月29日  | ウィーン           | ドイツ             | 0–1    | 0–1      | UEFA EURO 2008                       |
| 18. | 2008年11月19日 | ヴィラ＝レアル     | チリ               | 2–0    | 3–0      | 親善試合                             |
| 19. | 2009年6月9日   | バクー             | アゼルバイジャン   | 0–6    | 0–6      | 親善試合                             |
| 20. | 2009年6月14日  | ルステンブルク     | ニュージーランド   | 0–1    | 0–5      | FIFAコンフェデレーションズカップ2009 |
| 21. | 2009年6月14日  | ルステンブルク     | ニュージーランド   | 0–2    | 0–5      | FIFAコンフェデレーションズカップ2009 |
| 22. | 2009年6月14日  | ルステンブルク     | ニュージーランド   | 0–3    | 0–5      | FIFAコンフェデレーションズカップ2009 |
| 23. | 2009年8月12日  | スコピエ           | 北マケドニア       | 2–1    | 2–3      | 親善試合                             |
| 24. | 2010年6月8日   | ムルシア           | ポーランド         | 5–0    | 6–0      | 親善試合                             |
| 25. | 2010年9月3日   | ファドゥーツ       | リヒテンシュタイン | 0–1    | 0-4      | UEFA EURO 2012予選                   |
| 26. | 2010年9月3日   | ファドゥーツ       | リヒテンシュタイン | 0–3    | 0-4      | UEFA EURO 2012予選                   |
| 27. | 2011年6月4日   | ボストン           | アメリカ合衆国     | 0–4    | 0-4      | 親善試合                             |
| 28. | 2012年5月30日  | ベルン             | 韓国               | 1–0    | 4-1      | 親善試合                             |
| 29. | 2012年6月15日  | グダニスク         | アイルランド       | 1-0    | 4-0      | UEFA EURO 2012                       |
| 30. | 2012年6月15日  | グダニスク         | アイルランド       | 3-0    | 4-0      | UEFA EURO 2012                       |
| 31. | 2012年7月1日   | キエフ             | イタリア           | 3–0    | 4-0      | UEFA EURO 2012                       |
| 32. | 2013年6月20日  | リオデジャネイロ   | タヒチ             | 1–0    | 10–0     | FIFAコンフェデレーションズカップ2013 |
| 33. | 2013年6月20日  | リオデジャネイロ   | タヒチ             | 3–0    | 10–0     | FIFAコンフェデレーションズカップ2013 |
| 34. | 2013年6月20日  | リオデジャネイロ   | タヒチ             | 6–0    | 10–0     | FIFAコンフェデレーションズカップ2013 |
| 35. | 2013年6月20日  | リオデジャネイロ   | タヒチ             | 9–0    | 10–0     | FIFAコンフェデレーションズカップ2013 |
| 36. | 2013年6月23日  | フォルタレザ       | ナイジェリア       | 0–2    | 0-3      | FIFAコンフェデレーションズカップ2013 |
| 37. | 2014年5月30日  | セビリア           | ボリビア           | 1–0    | 2-0      | 親善試合                             |
| 38. | 2014年6月23日  | クリチバ           | オーストラリア     | 0–2    | 0-3      | 2014 FIFAワールドカップ              |

## タイトル

### クラブ
アトレティコ・マドリード
- セグンダ・ディビシオン:2001-02
- UEFAヨーロッパリーグ:2017-18

チェルシーFC
- FAカップ:2011-12
- UEFAチャンピオンズリーグ:2011-12
- UEFAヨーロッパリーグ:2012-13

### 代表
U-16スペイン代表
- UEFA U-16欧州選手権:2001

U-19スペイン代表
- UEFA U-19欧州選手権:2002

スペイン代表
- UEFA欧州選手権:2008, 2012
- FIFAワールドカップ:2010

### 個人
- ナイキ・カップ:1995 - 得点王
- アルガルヴェ・トーナメント:2001 - 得点王・最優秀選手
- UEFA U-16欧州選手権2001 - 得点王・最優秀選手
- UEFA U-19欧州選手権得点王 : 1回 (2002)
- UEFA U-19欧州選手権大会MVP : 1回 (2002)
- UEFA EURO 2008 - 優秀選手
- FIFProベストイレブン - 2008, 2009
- PFA年間ベストイレブン - 2007-2008, 2008-2009
- プレミアリーグ月間最優秀選手 - 2008年2月, 2009年9月
- FIFAコンフェデレーションズカップ2009 - シルバーブーツ賞
- UEFA EURO 2012 - ゴールデンブーツ賞・得点王
- FIFAコンフェデレーションズカップ2013 - ゴールデンブーツ賞・得点王

## 著書
- 原題:『Torres: El Niño: My Story』2009年、邦題:『フェルナンド・トーレス - 神に選ばれしストライカー』野間けい子訳、講談社、2010年6月